# Rusyns
Cet article concerne le peuple rusyn ou carpato-ruthène. Pour les autres significations, voir Ruthènes (homonymie). Pour la langue rusyn moderne, voir Rusyn. Pour l'ancien peuple ruthène, voir Ruthéniens.

Drapeau ethnique de Rusyns (créé en 2007).

Les Rusyns (parfois Ruthènes) sont  un groupe ethnique ukrainien, locuteur du parler rusyn (ou carpato-ruthène) dérivé de la langue ukrainienne, vivant dans les Carpates polonaises, slovaques et ukrainiennes, mais aussi dispersés par l'exode rural ailleurs en Ukraine et en Europe.
Ces montagnards présentent en outre des particularités vestimentaires, culinaires, musicales, coutumières et architecturales. Podkarpatskije Rusiny et Ja Rusyn byl jesm' i budu sont considérés comme les deux chants nationaux rusyns.

## Localisation
Les Rusyns ont traditionnellement habité les Carpates orientales, et vivent encore dans ces régions, notamment en Ruthénie subcarpathique. Il y a en outre des communautés rusynes en Slovaquie (région de Prešov), de même qu'en Serbie (particulièrement en Voïvodine) et en Croatie (en Slavonie). D'autres Rusyns ont émigré dans les régions du Nord de la Bosnie-Herzégovine.
De nombreux Rusyns ont aussi émigré aux États-Unis et au Canada, où vit une importante diaspora ukrainienne.

## Étymologie
Les Rusyns sont aussi désignés à partir des endonymes ukrainiens Русын et Русняк par les  formes francisées : Roussins, Russins, Rusins, Roussniaks, Russniaks, Rusniaks, Rousniaques ou Rusniaques, ou à partir de l'exonyme allemand Karpathen-Ruthenen par les  formes francisées : Carpato-ruthènes, Ruthènes carpatiques ou carpathiques. La racine de tous ces termes remonte à la Rus' de Kiev dont le nom remonte au scandinave Róðslagen (« pays du gouvernail », au sens de la navigation fluviale),.
Le terme « Ruthènes » avait au XIXe et au début du XXe siècle un sens bien plus large et servait, surtout en Autriche-Hongrie, à désigner toutes les populations ukrainiennes de cet empire. Mais les Ukrainiens au sein de l'Empire russe étaient désignés comme Petits-Russes, Petits-Russiens ou Malorusses, tandis que les Biélorusses apparaissaient comme Blancs-Russes, Blancs-Russiens ou Bélarusses et les Russes comme Grands-Russes, Grands-Russiens ou Vélicorusses.

## Homophonie non connexe
Historiquement, les Rutènes étaient une tribu gauloise occupant les territoires des actuels départements du Tarn et de l'Aveyron (les habitants de Rodez, préfecture de l'Aveyron, s’appellent aujourd'hui encore « Ruthénois », avec un « h » inséré).

## Langue
Le rusyn est un parler régional ukrainien, avec des influences slovaques mais parfaitement compréhensible pour tous les ukrainophones. Aujourd'hui, la grande majorité des Rusyns se reconnaissent comme Ukrainiens mais certains d'entre eux, ainsi que divers auteurs, se basant sur leurs particularités et arguant qu'une ethnie est une « construction imaginaire » fondée sur « des traits historiques propres qui la distinguent de ses voisins même s'ils parlent plus ou moins la même langue et même si leurs origines sont communes », les considèrent comme une ethnie slave orientale distincte des Ukrainiens.
Dans l'ethnographie soviétique et aujourd'hui russe, on retrouve pour d'autres populations cette position qui multiplie les « nationalités » (национальность) en les distinguant par diverses particularités locales, même si le groupe concerné partage davantage de traits communs (langue, histoire, musique, traditions…) avec un peuple voisin : c'est le cas pour les Caréliens distingués des Finnois, les Moldaves distingués des Roumains, les peuples turcs d'Asie centrale distingués entre eux, ou pour les Oïrats et les Bouriates distingués des Mongols.
Depuis 1995, la langue rusyne a été reconnue et codifiée comme langue minoritaire en Slovaquie (dans les communes habitées par 20 % de Rusyns ou plus). En Voïvodine serbe, le rusyn a reçu un statut officiel et est codifié ; comme sa variante dolinyanine (« des plaines ») locale présente quelques différences par rapport a la variante verkhovine (« montagnarde ») de Ruthénie subcarpatique, elle peut être considérée comme une « micro-langue » distincte.

## Histoire
Les Rusyns comme groupe ethnique n'ont pas constitué d'État indépendant, mais en tant qu'Ukrainiens, ils ont pris une part importante dans l'histoire de la Principauté de Galicie-Volhynie (XIIe et XIVe siècles) et des éphémères républiques ruthènes de 1919 (Ukraine occidentale, Pays houtsoule) et de 1938. Leur terroir d'origine, les Carpates nord-orientales, s'est trouvé durant dix siècles (Xe et XXe siècles) à cheval sur les royaumes slaves du versant nord (Kiévie, Pologne-Lituanie puis Galicie des Habsbourg) et le royaume hongrois du versant sud. Après 1918 et la dislocation de l'Empire austro-hongrois la Pologne s'étendit sur le versant nord, et la Tchécoslovaquie sur le versant sud, jusqu'à ce qu'à l'issue de la Seconde Guerre mondiale, l'Union soviétique annexe la Ruthénie subcarpathique et la rattache à la République socialiste soviétique d'Ukraine en 1945. Depuis 1991, la majorité des Rusyns vivent en Ukraine indépendante, et leur sentiment d'appartenance à ce pays s'est renforcé en proportion des aléas du conflit russo-ukrainien commencé en 2014.
Certains ethnographes considèrent les Lemkos, les Boykos, les Houtsoules, les Verkhovinets (« montagnards ») et les Dolinyanins (« des plaines ») comme des Rusyns. En fait, comme le reste des habitants de l'actuelle Ukraine occidentale, ces peuples se sont nommés eux-mêmes Rusyns, au XIXe siècle et au début du XXe siècle. Des groupes minoritaires de Rusyns se considèrent comme différents des Ukrainiens mais selon les recensements ukrainiens une large majorité de ceux vivant en Ukraine déclarent leur ethnicité comme ukrainienne. Près de 10 100 personnes, soit 0,8 % de l'oblast de Transcarpatie se déclarent Rusyns et 1 010 000 d'entre eux se considèrent Ukrainiens. Des recherches furent menées par l'université de Cambridge pendant le pic de rusynisme des années 1990, consécutif à la dislocation de l'URSS. Ces recherches se concentrèrent sur cinq régions particulières de l'Oblast de Transcarpatie, au particularisme le plus fort : elle montrèrent que seulement 9 % de la population se considérait comme différente des autres Ukrainiens.
Le sentiment national rusyn, appelé rusynisme, est beaucoup plus fort parmi les groupes rusyns vivant hors du territoire ukrainien, en Pologne, en Slovaquie et parmi les émigrants aux États-Unis et au Canada. Un recensement en 2001 y a dénombré 24 000 personnes qui se considéraient Rusynes, contre 11 000 comme Ukrainiennes. Les Rusyns Dolinyanins de Serbie, qui y ont immigré durant la période austro-hongroise, se définissent aussi comme des Rusyns. Au XIXe siècle et au début du XXe, quelques-uns se sont ré-installés en Voïvodine serbe et en Slavonie croate. D'autres Rusyns encore ont migré dans les régions septentrionales de l'actuelle Bosnie-Herzégovine, et nombre d'entre eux se définissent comme Ukrainiens. Jusqu'au recensement de 1971 en Yougoslavie, les Ukrainiens (en serbe: Украјинци, Ukrajinci) et les Rusyns (en serbe : Русини, Rusini) de ces régions ont été enregistrés comme « Rusyns et Ukrainiens ».

## Religion
La période où les ancêtres des Rusyns sont passés de la mythologie slave au christianisme est débattue, mais elle semble antérieure à la séparation des Églises d'Orient et d'Occident de 1054 et pourrait remonter aux mission des « apôtres des Slaves », Cyrille et Méthode. Quoi qu'il en soit, ceux de l'ouest, notamment en Pologne, ont adopté la forme catholique tandis que ceux de l'est adoptaient la forme orthodoxe. Entre les deux, depuis l'Union de Brest en 1596 et l'Union d'Oujhorod en 1646, s'est constituée l'Église grecque-catholique ukrainienne qui garde en partie la liturgie en vieux-slave et beaucoup de rites de l'Église orthodoxe, dont le fait d'ordonner prêtres des hommes mariés. Cette église a été interdite et particulièrement ciblée par les persécutions de la période soviétique.
Les Rusyns de Croatie sont dans l'obédience de l'éparchie de Krizevtsi, ceux de Serbie de l'exarchat de Rousski Krestour et ceux de Hongrie de l'exarchat apostolique de Michkolts, ceux de Slovaquie de l'Église grecque-catholique slovaque, ceux de Tchéquie de l'exarchat apostolique de Tchéquie et ceux d'Ukraine dans le diocèse ruthène de Moukatchève.
Les Rusyns de Slovaquie et de Tchéquie sont membres de l'Église orthodoxe des Terres tchèques et de Slovaquie, ceux de Pologne de l'Église orthodoxe de Pologne et ceux d'Ukraine sont sous la juridiction de l'éparchie de Moukatchève de l'Église orthodoxe ukrainienne (patriarcat de Moscou), mais depuis l'intensification du conflit russo-ukrainien en 2022, de plus en plus de paroisses choisissent l'obédience de l'Église orthodoxe d'Ukraine (autocéphale, reconnue par Constantinople mais non par Moscou, ce qui a d'ailleurs créé en 2018 un schisme entre ces deux patriarcats).
Les Rusyns de la diaspora d'Occident furent séparés par le rideau de fer de l'Église orthodoxe de leur patrie ancestrale, affiliée par l'URSS au Patriarcat de Moscou. Aux États-Unis, l'Église orthodoxe carpato-ruthène américaine faisait partie de l'Église orthodoxe en Amérique (Orthodox Church in America, OCA), sous l'obédience de Constantinople. Lorsque l'OCA fut reconnue comme église autocéphale par le Patriarcat de Moscou en 1970, beaucoup de paroisses ukrainiennes s'en détachèrent et se mirent sous la juridiction directe de Constantinople. Selon Paul Robert Magocsi, il y avait approximativement 690 000 croyants Rusyns aux États-Unis, dont 320 000 catholiques, 270 000 orthodoxes et 100 000 protestants.